# Jean-Gaspard Normand
Pour les articles homonymes, voir Normand (homonymie).
Le baron Jean-Gaspard Normand (ou Jean-François Gaspard Normand), né à Nantes le 21 juin 1772 et mort à Vilna le 17 janvier 1813, est un général et homme politique français de la Révolution et de l’Empire.

## Biographie
Jean François Gaspard Normand est le fils de Jean-François Normand, capitaine de navire, et de Magdeleine Lachaup. Marié avec Jeanne Françoise Pineau, fille de Louis Jean Pineau, marchand de draps et de soies, et de Jeanne Marie Thébaud, il est l'arrière grand-père d'Eugène Brager de La Ville-Moysan.

### Révolution française
Négociant à Nantes, Jean-Gaspard Normand s'engage et combat dans les armées de Sambre-et-Meuse et du Nord. Il y gagne le grade de chef de bataillon.
Le 11 avril 1797, il est élu député de la Loire-Inférieure au Conseil des Cinq-Cents. Il y siège parmi les opposants au régime du Directoire, propose de rendre effective la responsabilité des agents du gouvernement, demande que la garde du Corps législatif ne puisse recevoir d'ordre que des Conseils, et que son effectif soit augmenté, et fait un rapport où il démontre que la marche des troupes sur Paris est un indice des intentions du pouvoir exécutif. Lors du coup d'État du 18 fructidor an V, il passe près de la déportation en Guyane, y échappe mais son élection est annulée.
Il réintègre alors l'armée du Rhin et y rencontre Moreau.

### Premier Empire
Compromis par son amitié avec Moreau, il est arrêté le 16 avril 1804 et reste incarcéré dans la forteresse de Ham jusqu'en 1808, obtenant sa grâce de Napoléon Bonaparte.
Il reprend alors du service à la tête d'une brigade de réserve. Il combat à Wagram et il est créé baron de l'Empire le 13 août 1810. Il est promu général de brigade le 30 août 1811. Blessé à la bataille de la Bérézina, il est fait prisonnier et meurt de ses blessures en captivité, à Vilna, le 17 janvier 1813.

## Dotation
- Le 15 août 1809, donataire d’une rente de 8 000 francs sur les biens réservés à Rome et en Hanovre.

## Armoiries
| Figure | Nom du baron et blasonnement |
| ------ | --- |
|        | Armes du baron Jean-François Gaspard Normand et de l'Empire, décret du 15 août 1809, lettres patentes du 13 août 1810, officier de la Légion d'honneur Ecartelé, au premier d'azur au lion d'or, au deuxième des barons tirés de l'armée, au troisième d'argent au renard passant de gueules ; au quatrième de sable au lévrier assis d'argent, colleté d'or ; à la croix du même, brochant sur les quatre quartiers - Livrées : les couleurs de l'écu. |